# Hettersdorf (Adelsgeschlecht)

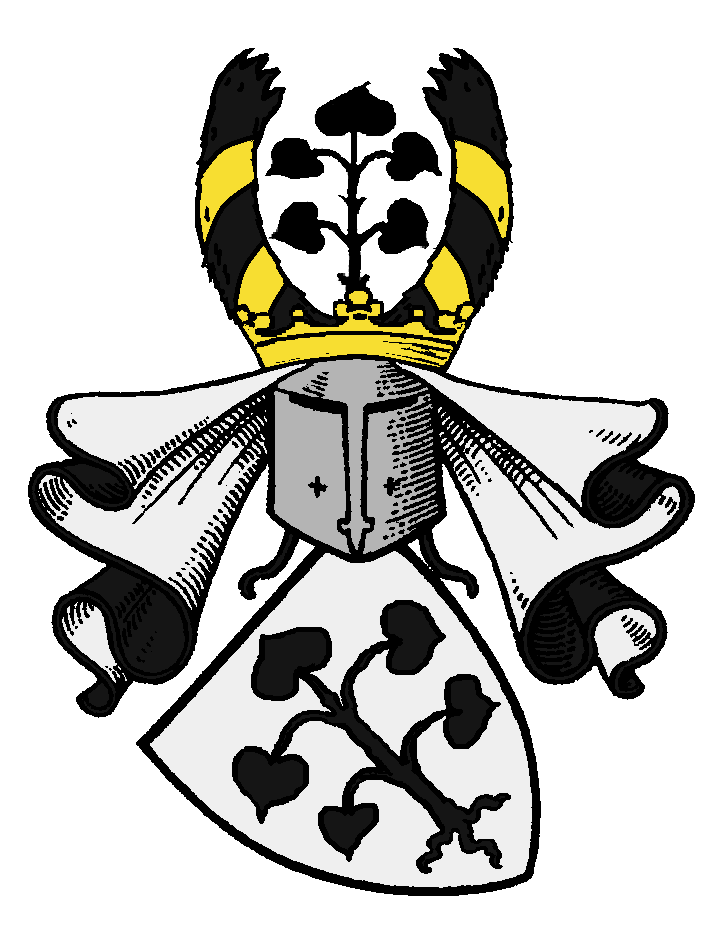
Stammwappen derer von Hettersdorf(f)

Die Freiherrn von Hettersdorf(f) (auch Heddersdorf oder Heddersdorff) waren ein süddeutsches Adelsgeschlecht, dem fränkischen Uradel zugehörig, das Anfang des 19. Jahrhunderts im Mannesstamm ausstarb, aber durch tochterseitige Vereinigung mit der Linie Buddenbrock zu Buddenbrock-Hettersdorff bis heute besteht.

## Familiengeschichte
Das Geschlecht darf nicht mit dem mittelrheinischen Uradelsgeschlecht Heddesdorff anderen Wappens und dem Stammhaus von Heddesdorf (1218 urkundlich mit Crafto de Hetensdorf) verwechselt werden, das gegen Ende des 19. Jahrhunderts erlosch und sich im 14. Jahrhundert Hedinstorff nannte, während das hier behandelte zu gleicher Zeit ähnlich als Hedinsdorf urkundete.
Ursprünglich waren die von Hettersdorf Vasallen des Erzstiftes Mainz, verbreiteten sich dann aber auch neben dem Kanton Niederrheinstrom in den Kantonen Rhön-Werra und Odenwald. Wie viele katholische rheinische Familien wandten sie sich nach der Reformation erst nach Franken. Die von Hettersdorf als Angehörige der Reichsritterschaft standen im 17. Jahrhundert in kurmainzischen, hochstift würzburgischen und fuldischen Diensten.  1829 starb die Familie im Mannesstamme aus, Namen und Wappen wurden über eine Tochter mit den Herren von Buddenbrock vereinigt.
Die Adelsfamilie Hettersdorf wird bereits 1036 als Besitzer des Areals nachweisbar, auf dem heute das Wambolt’sche Schloss in Groß-Umstadt steht. Es ging 1430 an Hans Wambolt von Umstadt, den Ehemann der Johanna von Hettersdorf über. Im gleichen Ort hatten sie von 1570 bis zum Aussterben der Umstädter Linie 1658 den Heddersdorf’schen Adelshof in Erbbesitz. Gleichzeitig besaßen die von Hettersdorf bis ins 17. Jahrhundert geteilte Besitzrechte im Bachgau.
Im frühen 14. Jahrhundert, als kurmainzische Vasallen, tritt das Geschlecht in Bessenbach bei Aschaffenburg auf, ist in der Umgegend seit 1326 als Herren von Waldaschaff nachweisbar, und nannte sich deshalb auch von Hettersdorf auf Bessenbach. 1430 bis 1443 wird Hans von Hettersdorf von Mainz mit der Burg Mulen im Elsavatal belehnt. Im Ort Unterbessenbach erbaute sich das Geschlecht im 16. Jahrhundert seinen Stammsitz Schloss Unterbessenbach. 1658 stiegen die Adligen in den Reichsfreiherrenstand auf.
Georg Adolf von Hettersdorf († 1711), hochstift würzburgischer Geheimer Rat, sowie Oberamtmann zu Waldaschach, später in Rothenfels, heiratete Anna Dorothea Hundt von Saulheim. Ihr väterlicher Familienzweig hatte von Kurmainz das rheinhessische Dorf Lörzweiler zu Lehen, das nun an Georg Adolf von Hettersdorf übertragen wurde. Bis zum Ende der Feudalzeit blieben die Freiherren von Hettersdorf Ortsherren in Lörzweiler, das auch deren Familienwappen als Gemeindewappen übernahm. Das Familienwappen findet sich auch in die Außenwand der Kirche St. Michael (Lörzweiler) integriert.
Seine Söhne Franz Rudolph von Hettersdorf (1675–1729) und Johann Adolph von Hettersdorf (1678–1727) waren Domkapitulare in Worms und Würzburg. Ersterer stiftete einen erhaltenen Altar für den Wormser Dom sowie einen ebenfalls noch existierenden Altar für die Stiftskirche St. Burkard in Würzburg.

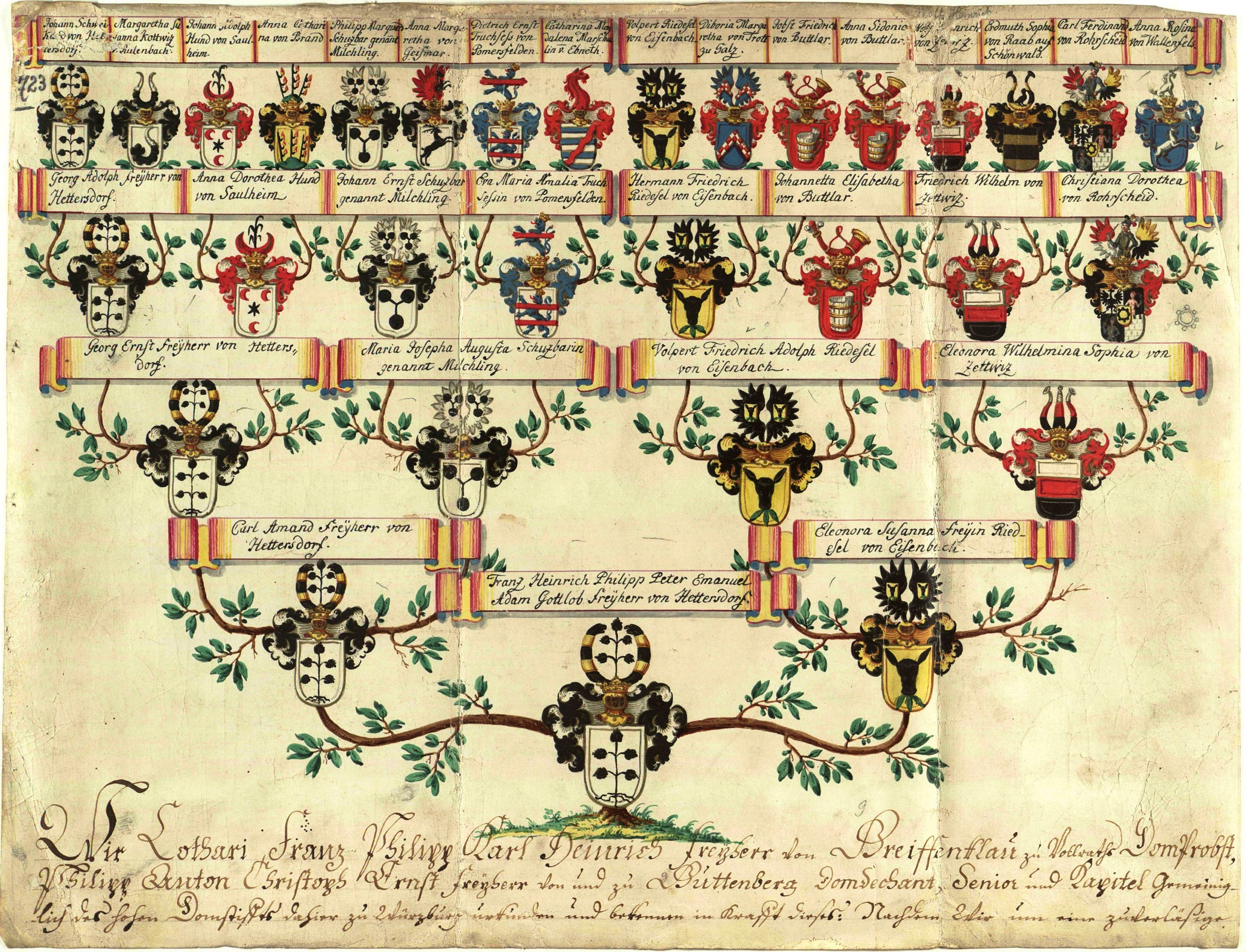
Hochstift Würzburgische Adelsprobe (1782) für Franz Heinrich Philipp Peter Emanuel Adam Gottlob Freiherr von Hettersdorf (* 1758)

Schloss und Kirche von Stöckach in Unterfranken wurden nach 1725 durch die Familie von Hettersdorf erbaut. Joseph von Hettersdorf war bis 1802 letzter Propst von Kloster Blankenau bei Fulda, Emmerich Joseph Otto von Hettersdorf (1766–1830), Domherr und Komponist. Der Münchner  Erzbischof Lothar Anselm von Gebsattel (1761–1846) hatte eine Freiin von Hettersdorf zur Mutter.
Heinrich Freiherr von Hettersdorf, königlich bayerischer Kanzleidirektor zu Innsbruck, wurde 1814, Franz Christoph Lothar Anselm Aloys Freiherr von Hettersdorff, auf Unterbessenbach, vormals kurmainzischer Kammerherr, wurde 1816 mit seinem Bruder in die königlich bayerische Adelsmatrikel bei der Freiherrenklasse eingetragen.
Der kurfürstlich kölnische und fürstbischöflich würzburgische Kammerherr Franz Philipp von Hettersdorff († 1829), u. a. Besitzer von Ober- und Nieder-Wabnitz bei Oels, musste wegen finanzieller Schwierigkeiten 1806 das Stammschloss Unterbessenbach aufgeben. Seine Tochter Eleonore Franziska (1809–1891), der letzte Spross der Familie, heiratete am 7. Januar 1829 in Breslau den preußischen Kammerherrn Alexis Freiherr von Buddenbrock (1803–1862), der die schwiegerväterlichen Güter Ober- und Nieder-Wabnitz übernahm. Auf seinen Antrag hin wurde 1852 eine königlich preußische Namenvereinigung mit den Freiherren von Hettersdorff erwirkt und auch das Familienwappen Buddenbrock wurde mit dem der Hettersdorff vereinigt. Einer ihrer Söhne war der General Mortimer von Buddenbrock-Hettersdorff (1844–1914), zuletzt Kommandant von Straßburg. Das Adelsgeschlecht Buddenbrock-Hettersdorff blüht bis in die Gegenwart. Mortimers Neffe, der Mainzer Zoologe Wolfgang von Buddenbrock-Hettersdorff († 1964), gehört zu den namhaften Familienmitgliedern der neueren Zeit.

## Wappen
In Silber eine entwurzelte fünfblättrige schwarze Lindenstaude. Auf dem Helm mit schwarz-silbernen Decken eine weitere Lindenstaude zwischen zwei mit goldenen Bändern umwundenen schwarzen Bärentatzen.

### Historische Wappendarstellungen

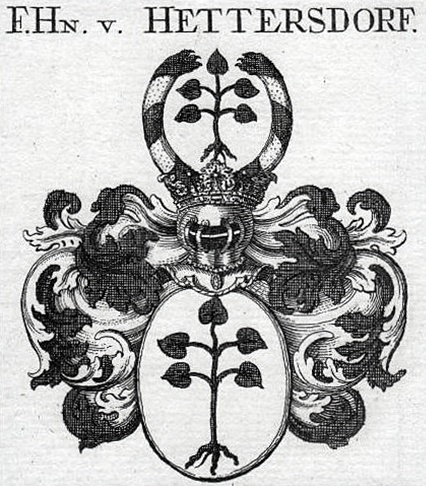
Wappen der Freiherrn von Hettersdorf
Gemeindewappen von Lörzweiler, abgeleitet aus dem der Freiherrn von Hettersdorf
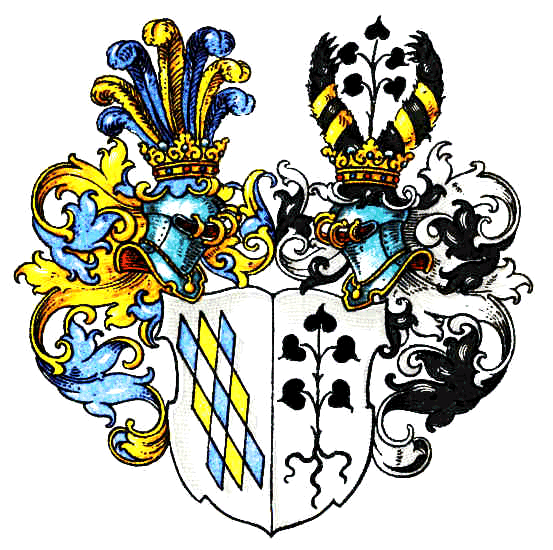
Allianzwappen derer von Buddenbrock-Hettersdorf im schlesischen Wappenbuch
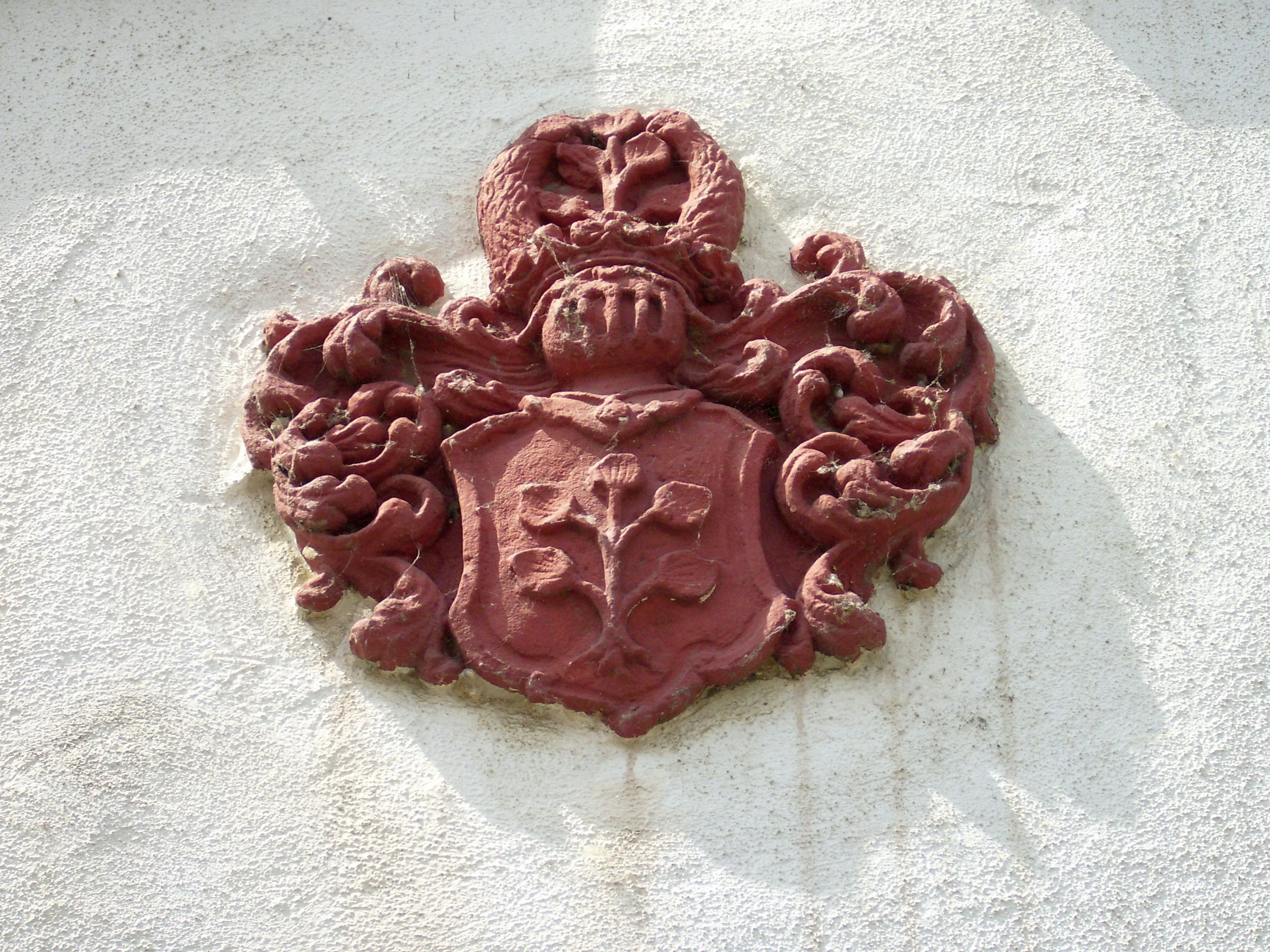
Wappenstein der Freiherren von Hettersdorf, späteres 18. Jahrhundert in Lörzweiler